# Mistrovství Československa v krasobruslení 1966
Mistrovství Československa v krasobruslení 1966 se konalo 8. a 9. ledna 1966 v Ostravě.

## Medaile
| Kategorie      | Zlato                                | Zlato      | Stříbro                            | Stříbro     | Bronz                             | Bronz       |
| Muži           | Ondrej Nepela                        | 7 - 1642,1 | Marian Filc                        | 14 - 1567,7 | Tůma                              | 21 - 1500,6 |
| Ženy           | Hana Mašková                         | 7 - 1685   | Alena Augustová                    | 14 - 1601,2 | Marie Víchová                     | 23 - 1508,2 |
| Sportovní páry | Agnesa Wlachovská Peter Bartosiewicz | 7 - 223,2  | Bohunka Šrámková Jan Šrámek        | 14 - 214,2  | Miroslava Sáblíková Pavel Komárek | 21 - 205,1  |
| Taneční páry   | Jitka Babická Jaromír Holan          | 7 - 228,6  | Sylva Draisaitlová Miroslav Gřešek | 18 - 213,3  | Dana Novotná Jaroslav Hainz       | 20 - 212,1  |

- čísla udávají celkové hodnocení, první za přednes a druhá počet bodů